# Альфонсо XIII (линкор)
«Альфонс XIII» (исп. Alfonso XIII), с апреля 1931 года — «Эспанья» (исп. España) — испанский линейный корабль типа «Эспанья», нёсший службу в составе Военно-морских сил Испании с 1915 по 1937 годы. Изначально названный в честь испанского короля Альфонса XIII, в 1931 году после свержения монархии и провозглашения Второй Республики был переименован в «Эспанью» («Испания»), взяв имя у головного линкора той же серии.

## Технические характеристики
Строительство линкора «Альфонсо XIII» было разрешено благодаря утверждённому Закону о военно-морских силах 7 января 1908. Линкор был заложен 23 февраля 1910, спуск на воду состоялся 7 мая 1913, само строительство завершилось 16 августа 1915 (в тот же день линкор был зачислен в списки ВМС Испании). Строительство линкора затянулось из-за того, что поставка материалов из Великобритании была затруднена боевыми действиями в Атлантике.
Чтобы избежать отклонений в проекте и тотальной реконструкции, инженеры сократили длину корпуса, сделав линкоры типа «Эспанья» самыми маленькими среди всех дредноутов. Высота надводного борта составляла 4,6 м, а орудия главного калибра располагались на высоте 7,5 м от ватерлинии
С одной дымовой трубой, двумя трёхногими мачтовыми вышками и небольшой надстройкой, корабль считался одним из сильнейших в испанском флоте: он был вооружён восемью орудиями калибра 305 мм. Масса каждого орудия составляла 67,1 т, а стреляли они 385-килограммовыми снарядами с начальной скоростью в 902 м/с и дальностью стрельбы в 21,5 км. Скорость ведения огня составляла ровно один снаряд в минуту.
Четыре орудийные башни с двумя орудиями каждая обозначались буквами A и Y в середине корабля. Другие две орудийные башни, располагавшиеся на бортах, обозначались буквами B (правый борт) и Q (левый борт). Это было сделано для снижения стоимости строительства и водоизмещения судна. Благодаря конструкции линкора все восемь главных орудий могли стрелять залпом, что не влияло никак на ходовые качества корабля. Вторичное вооружение состояло из 20 пушек калибром 102 мм, шести дополнительных орудий и двух пулемётов, считалось довольно слабым. Орудия располагались в казематах.
Построенный для обороны испанского побережья, линкор «Альфонсо XIII» стал одним из лучших кораблей испанского флота и считался даже национальной гордостью. К сожалению, ввиду несовершенства технологий строительства кораблей в Испании и долгого строительства, этот корабль не мог соперничать со своими современниками из других стран.

## Служба в испанском флоте

Эскиз линкора «Альфонсо XIII» / «Эспанья»

В послевоенные годы линкор «Альфонсо XIII» начал совершать дружественные визиты в разные города: в 1920 году линкор посетил Аннаполис (США, штат Мэриленд), и во время визита экипаж американского крейсера «Рейна Мерседес», захваченного во время испано-американской войны, специально по этому случаю поднял на своём корабле военно-морской флаг Испании.
В сентябре 1925 года корабль участвовал в Рифской войне, обеспечивая огневую поддержку сухопутным войскам Испании и Франции в борьбе против мятежников из Марокко. В апреле 1931 года, после свержения монархии в Испании и провозглашении Второй Республики, корабль был переименован в «Эспанью» (такое же имя носил головной линкор типа «Эспанья», затонувший в 1923 году). В 1934 году новая «Эспанья» прибыла в испанский Ферроль и была законсервирована.
В 1936 году в Испании разразилась гражданская война после мятежа генерала Франсиско Франко. Линкор был захвачен мятежниками, отреставрирован и приведён в полную боевую готовность. За время своей службы во флоте Франко «Эспанья» неоднократно вступала в бои с кораблями Республики и топила иностранные суда, оказывавшие помощь республиканцам. Иногда экипажу удавалось и захватить суда противников: так, 13 февраля 1937 года был захвачен корабль «Мар Балтико» (исп. Mar Báltico), перевозивший запасы железа для республиканцев, а 30 апреля того же года линкор нанёс серьёзные повреждения британскому пароходу «Консетт» (англ. Consett), который снабжал гарнизон Сантандера. Согласно данным националистов, пароход сопровождался эсминцем «Форестер».

## Крушение и гибель
На следующий день линкор «Эспанья» при сопровождении эсминца «Веласко» преследовал британское торговое судно «Нистли» (англ. Knistley). Неожиданно линкор столкнулся с морской миной и получил серьёзное повреждение и начал тонуть. Жертвами кораблекрушения, однако, стали только пять моряков, а остальные моряки с линкора были спасены экипажем эсминца «Веласко».